# Witold Szczepaniak
Witold Szczepaniak (ur. 22 października 1927 w Błotnowoli, zm. 17 października 1988) – polski inżynier mechanik, działacz ruchu ludowego.

## Życiorys
W końcowym okresie II wojny światowej był żołnierzem Batalionów Chłopskich. Po nastaniu Polski Ludowej wstąpił do organizacji Związek Młodzieży Wiejskiej RP „Wici”, następnie w ZMP. Odbył studium przygotowawcze na uniwersytecie w Gdańsku, po czym podjął studia na Wydziale Sprzętu Mechanicznego Politechniki Warszawskiej. Ukończył studia z tytułem magistra inżyniera. Pracował w Laboratorium Aparatury Pomiarowo-Optycznej w Warszawie, Zakładach Metalowych w Nowej Dębie. Od 1 grudnia 1961 pełnił stanowisko głównego inżyniera w Sanockiej Fabryce Wagonów w Sanoku, od 1 października 1963 do 1 sierpnia 1967 był dyrektorem naczelnym tej fabryki. Następnie był zatrudniony w FSC Starachowice. Zmarł nagle 17 października 1988. Został pochowany w Błotnowoli. Był żonaty, miał syna.

## Odznaczenia i wyróżnienia
- Krzyż Kawalerski Orderu Odrodzenia Polski
- Złoty Krzyż Zasługi
- Odznaczenia państwowe i resortowe